# Carlo Fontana
Pour les articles homonymes, voir Fontana.
Carlo Fontana (Brusata, près de Côme, en 1634 ou 1638 - Rome, 1714) est un architecte, sculpteur et ingénieur italien, originaire du canton actuel du Tessin,, qui est en partie responsable du tournant vers le classicisme pris par l'architecture romaine du baroque tardif. Il a laissé de nombreuses œuvres à Rome.

## Biographie

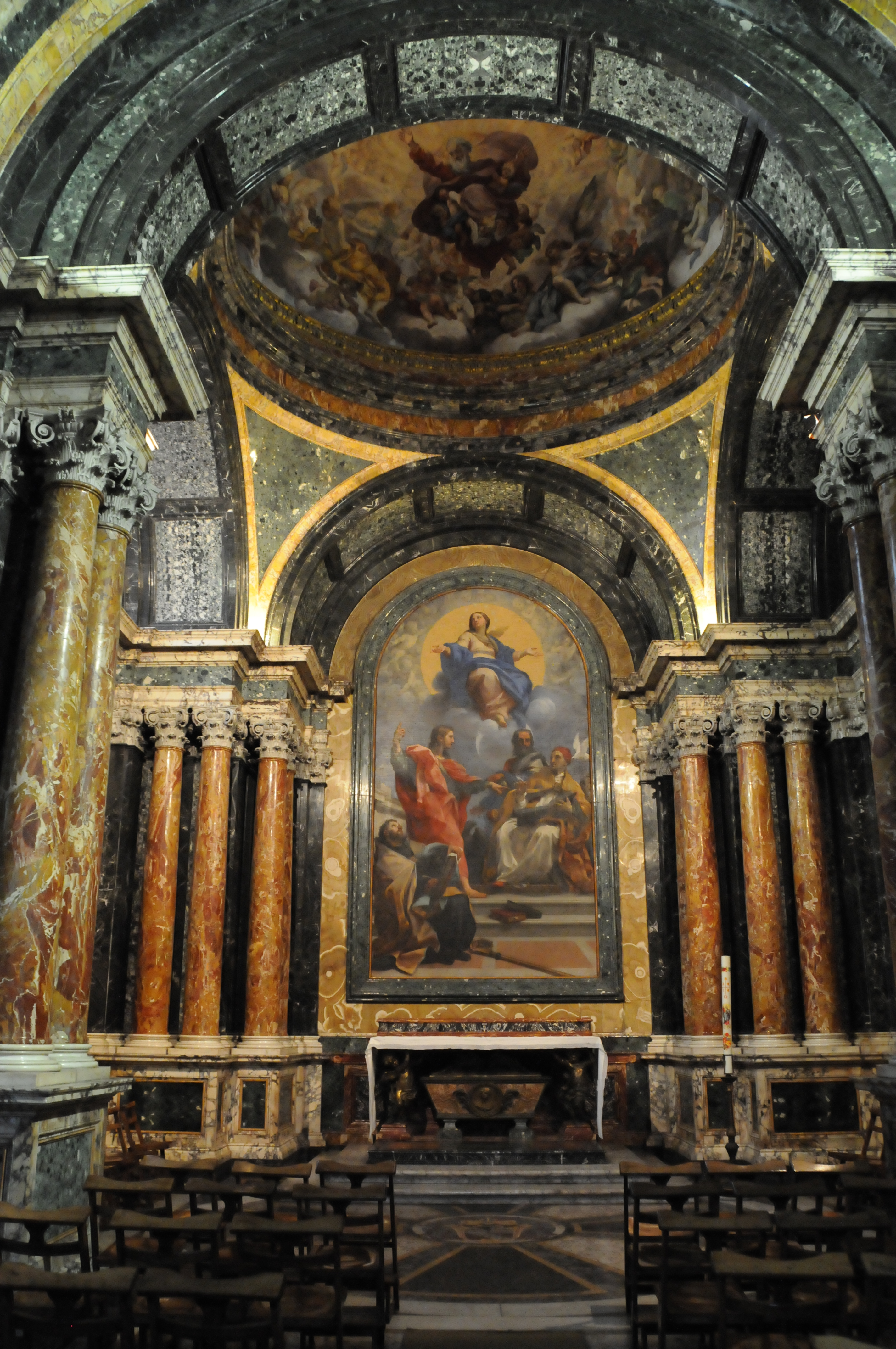
Chapelle Cybo, Santa Maria del Popolo.

Il ne semble pas y avoir de preuve qu'il appartient à la famille d'architectes célèbres du même nom qui comprend Domenico Fontana.
Né à Brusata, près de Côme (qui fait maintenant partie de la ville de Novazzano dans le canton du Tessin, en Suisse), Fontana se rend à Rome avant 1655. Il devient dessinateur de plans architecturaux pour Pierre de Cortone, Carlo Rainaldi et Le Bernin. Ce dernier l'emploie pendant près d'une décennie sur divers projets, faisant de lui un collaborateur irremplaçable pour ses connaissances techniques et son habileté en dessin.
Son premier projet indépendant est peut-être l'église Sainte-Rita-de-Cascia à Campitelli, sur l'emplacement de l'église San Biagio (it), achevée en 1665. Sa façade de l'église San Marcello al Corso (1682-1683) est décrite comme l'une de ses œuvres les plus réussies. Pour son patron Innocent XII, il érige l'immense édifice de l'Istituto Apostolico San Michele à Ripa Grande, organisé autour de son église ; la chapelle baptismale de la basilique Saint-Pierre, et il modifie légèrement et termine le palais Montecitorio, qui avait été commencé comme le Palazzo Ludovisi du Bernin, pour Niccolò Ludovisi pendant le règne du pape Ludovisi, Grégoire XV.
À la demande de Clément XI, il construit les magasins à huile, dits Olearie papali, au sein des ruines des thermes de Dioclétien (actuellement utilisés pour des expositions temporaires), le portique de la basilique Sainte-Marie-du-Trastevere, et le bassin de la fontaine de San Pietro in Montorio. Il conçoit la bibliothèque Casanate à Santa Maria sopra Minerva, le dôme hémisphérique nervuré pour la collégiale (en) de Montefiascone (achevé longtemps après sa mort) et la casina du Vatican.
Fontana est un artiste capable et un bon dessinateur, mais il lui manque l'innovation qui caractérise les premiers architectes baroques comme Cortone et Borromini. Architecte habile et sûr, Fontana devient le génie inspirateur de tout le développement constructif de Rome entre la fin du XVIIe et le XVIIIe siècle, caractérisé, plutôt que par de grandes innovations, par une sorte d'éclectisme classique qu'il unit, se détournant des éléments plus révolutionnaires des manières des trois « grands » du XVIIe siècle, Le Bernin, Borromini et Pierre de Cortone.
Fontana est un excellent promoteur de ses propres projets, qu'il présente toujours accompagnés d'estampes et de volumes illustratifs. Par ordre d'Innocent XI, il a écrit une description historique du Templum Vaticanum (1694), un recueil illustré de l'histoire de la basilique Saint-Pierre qui comprend le projet du troisième bras pour fermer la place du Bernin. Dans cet ouvrage, Fontana conseille la démolition du nid dense de maisons médiévales appelé La Spina qui forme une sorte d'îlot depuis le pont Saint-Ange jusqu'à la place Saint-Pierre, pour ouvrir une vaste avenue d'accès à la basilique ; le projet est réalisé sous Mussolini avec la création de la Via della Conciliazione. Fontana calcule toute la dépense de Saint-Pierre depuis le début jusqu'en 1694, qui s'élevait à 46 800 052 couronnes, sans inclure les maquettes. Il publie également, parmi d'autres, des ouvrages sur le Colisée, les aqueducs, l'inondation du Tibre. Vingt-sept volumes manuscrits de ses écrits et croquis sont conservés à la Bibliothèque royale de Windsor.
Fontana, aux qualités didactiques incontestables, est le directeur de l'Accademia di San Luca en 1686 et en 1692-1700. Son atelier est l'un des plus prolifiques d'Europe ; ses dessins de fontaines, de tombeaux et d'autels sont souvent imités ou reproduits à l'étranger. Parmi les disciples de Fontana, qui répandent sa renommée dans toute l'Europe, figurent Giovanni Battista Vaccarini en Sicile, Filippo Juvarra en Italie et en Espagne, James Gibbs en Angleterre, Matthaus Daniel Poppelmann en Allemagne, Johann Lucas von Hildebrandt et Fischer von Erlach en Autriche, Nicodemus Tessin le Jeune en Suède, et Nicola Michetti en Italie et en Russie. Giovanni Battista Contini (en) et Carlo Francesco Bizzaccheri (en) figurent aussi parmi ses élèves.

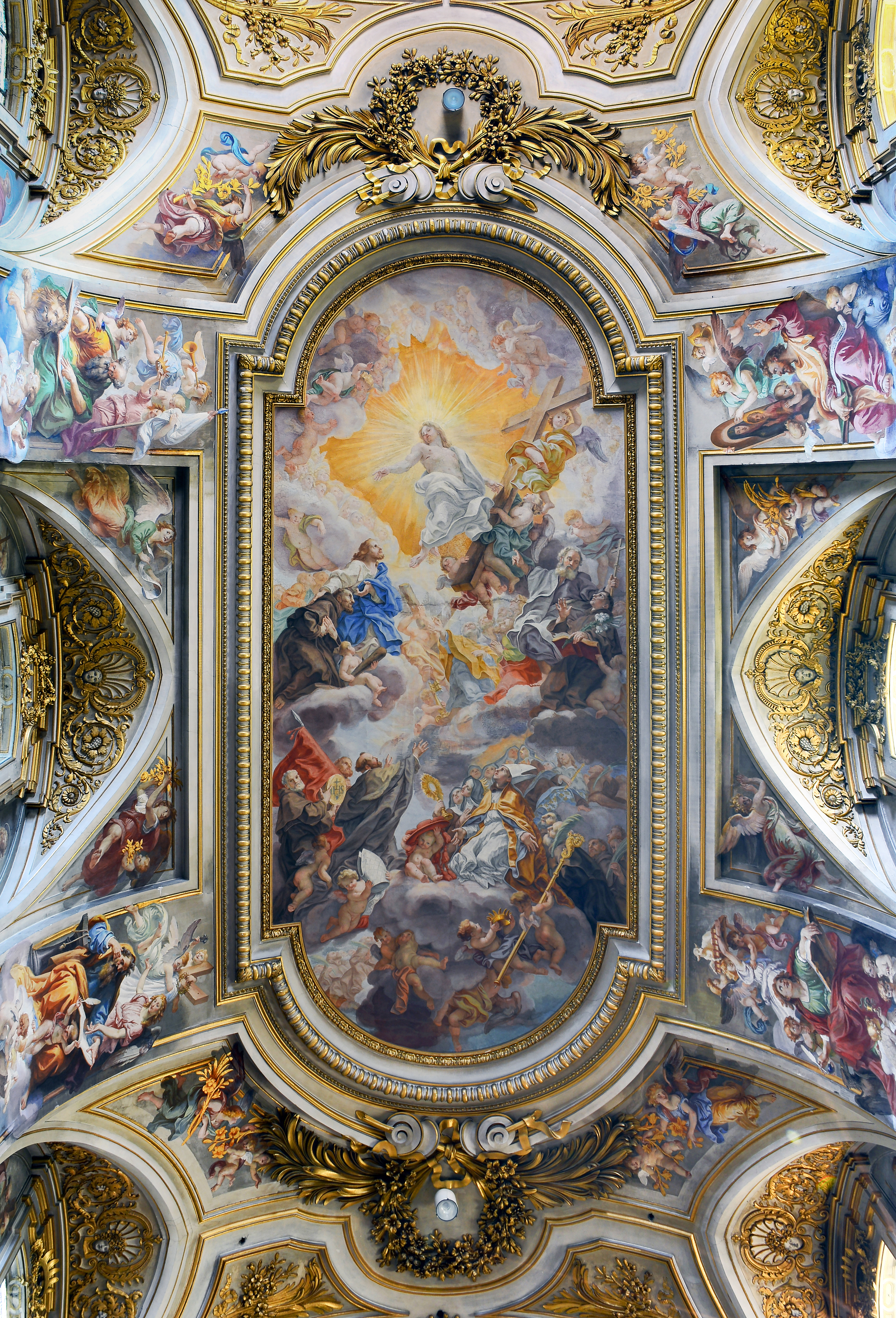
Santi Apostoli

## Principales œuvres

### À Rome
- Palazzo Montecitorio (actuelle chambre des députés) : anciennement Palazzo Ludovisi, commandé au Bernin pour la famille du pape Innocent X, puis complété avec quelques modifications par Fontana sous le pontificat du pape Innocent XII. Il fait l'objet d'un petit ouvrage intitulé Monte Citatorio, accompagné de divers tableaux, imprimé en 1694 par l'imprimerie Buagni.
- Palazzo Massimo di Rignano (it), piazza d'Aracoeli (en).
- Palais Giustiniani, reconstruction et rénovation avec Francesco Borromini et d'autres.
- Église Santa Margherita in Trastevere (1680)
- Église Saint-Marcel al Corso (1682-1683) : la façade légèrement concave avec le portique emphatique, l'utilisation magistralement rythmée des colonnes et des pilastres corinthiens, l'intégration subtile des étages supérieurs et inférieurs et le contrepoint indépendant des frises et des corniches illustrent la manière jeune de Fontana, travaillant dans le baroque organique qui sera remplacé par le baroque académique plus tard. Les rouleaux conventionnels qui flanquent ordinairement la partie centrale supérieure sont remplacés de manière appropriée par les palmes du martyr.
- Église Santa Maria dei Miracoli, avec Gian Lorenzo Bernini (1662-1679).
- Église Santa Rita da Cascia in Campitelli (1655).
- Basilique des Saints-Apôtres (1702-1708).
- Fontaine au sud de la place Saint-Pierre (1675).
- Restauration de la fontaine de la place de la basilique Sainte-Marie-du-Trastevere.
- Coupole et voûte de l'église Santa Maria Maddalena de Rome.
- Coupole de la chapelle Cybo de l'église Sainte-Marie-du-Peuple (1683-1687).
- Travaux à la chapelle Sixtine de Sainte-Marie-Majeure (1671).
- Chapelle Ginetti à l’église Sant'Andrea della Valle (1671).
- Chapelle Albani dans la basilique Saint-Sébastien-hors-les-Murs (1705).
- Bibliothèque Casanatense (1708) : le magnifique salon de Fontana abrite la bibliothèque offerte par le cardinal Casanate en 1698. La bibliothèque a été ouverte en 1725[6].
- Complexe monumental de San Michele a Ripa, avec Mattia de' Rossi. La Chiesa Grande date de 1706.
- Fonts baptismaux de la basilique Saint-Pierre (1692 - 1698).
- Tombeau des papes Clément XI et Innocent XII dans la basilique Saint-Pierre.
- Tombeau de la reine Christine de Suède dans la basilique Saint-Pierre (1702).
- Projet non réalisé pour une grande église dédiée aux saints martyrs à l'intérieur du Colisée.
- Collégiale (en) de Montefiascone.
- Basilique Saint-Clément-du-Latran, 1713–19. Restaurations.

### En dehors de Rome
- Palazzo Ruffo di Bagnara, Naples.
- Sanctuaire de Loyola, en Espagne, précisément dans la maison natale de saint Ignace, fondateur de la Compagnie de Jésus, édifice baroque grandiose formé d'une basilique centrale surmontée d'un dôme et de deux ailes qui rappellent le structure de l'Escurial (1681-1738)[7].
- Il semble également qu'il ait participé, avec d'autres architectes célèbres de l'époque, à l'ébauche finale du projet du palais national de Mafra[7].
- Conception du palais Martinic, Prague.
- Villa Cetinale en Toscane.

## Écrits

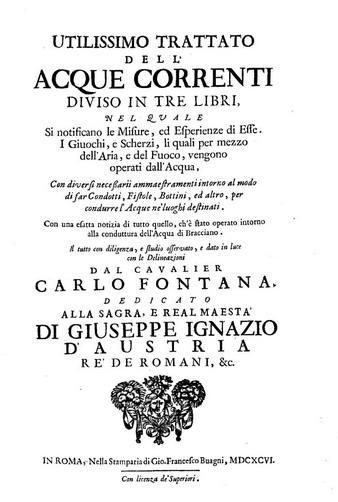
Utilissimo trattato dell'acque correnti (1696)

On a de lui plusieurs écrits relatifs à son art dont :
- Il tempio Vaticano e la sua origine congli ediicii piu cospicui antichi e moderni, Rome, (1694)
- l'Anfiteatro Flapio descritto e delineato, 1725